# Oggetti non stellari nella costellazione della Fenice
Principali Oggetti non stellari visibili nella costellazione della Fenice.

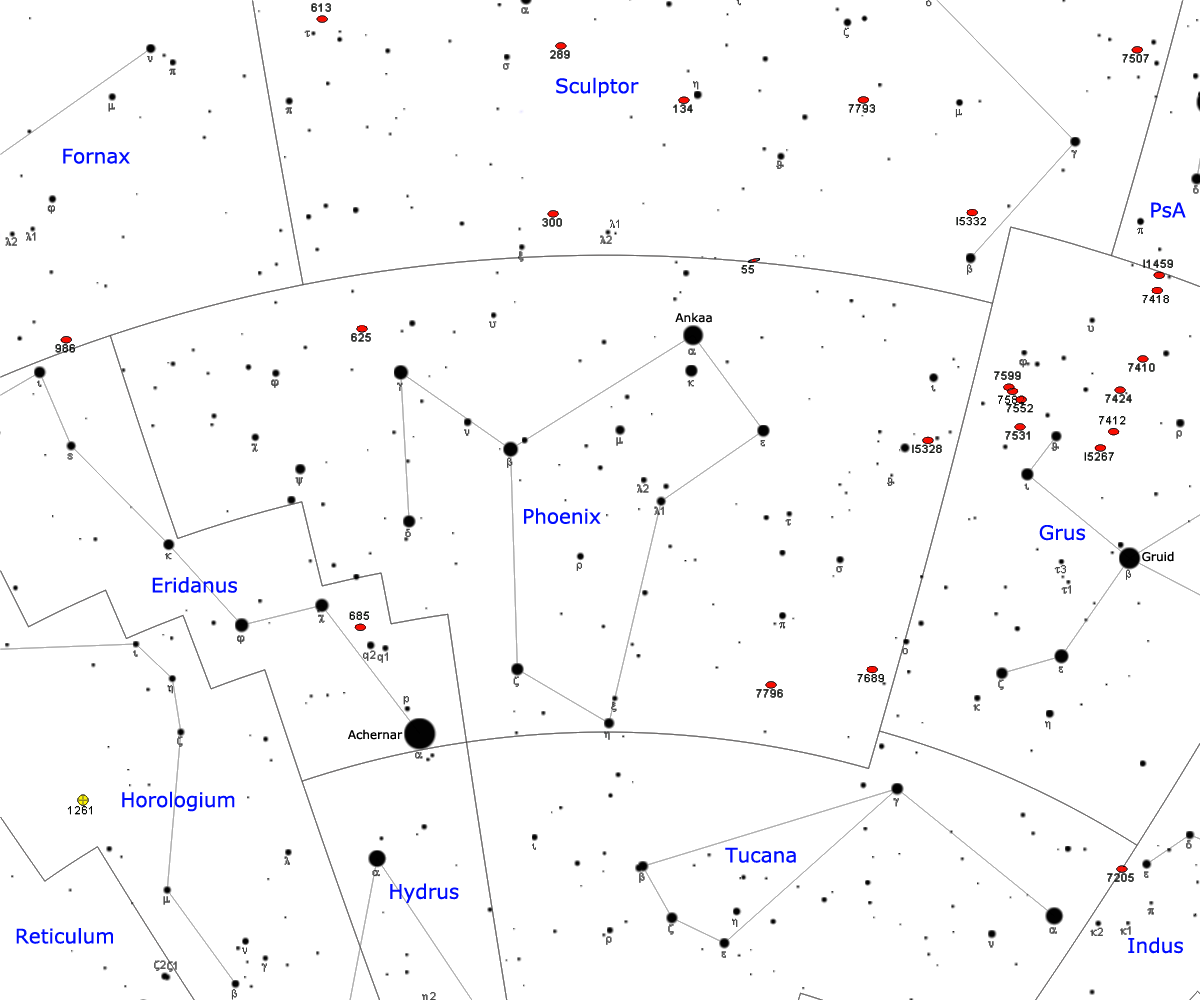
Mappa della costellazione della Fenice.

## Galassie
- ESO 149-3
- ESO 243-49
- Galassia Nana della Fenice
- IC 5328
- NGC 7689
- NGC 7796
- Quartetto di Robert
  - NGC 87
  - NGC 88
  - NGC 89
  - NGC 92
- NGC 212
- NGC 215
- NGC 238
- NGC 576
- NGC 625
- NGC 641
- NGC 644
- NGC 692
- NGC 822
- NGC 862
- NGC 889
- NGC 893

## Ammassi di galassie
- Abell 2877
- ACT-CL J0102-4915
- Ammasso della Fenice
- Superammasso della Fenice

## Gruppi di galassie
- Gruppo di NGC 862

## Buchi neri
- HLX-1